# マハートマー書簡

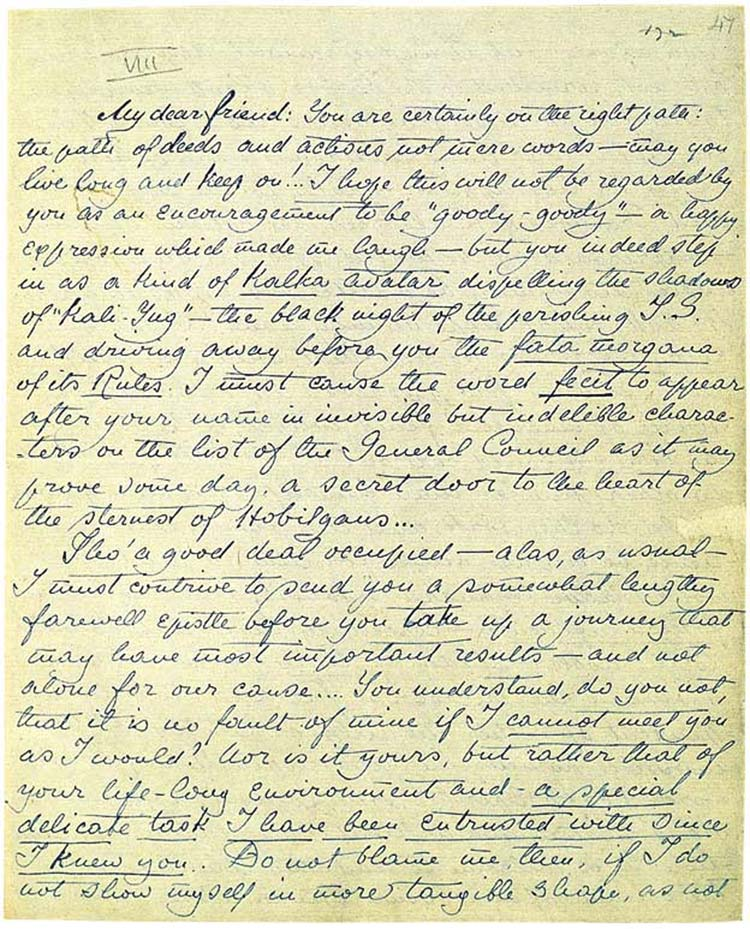
神智学徒A・P・シネットが受け取ったマハートマー書簡の一枚

マハートマー書簡、マハトマ書簡 (Mahatma Letters) とは、神智学協会に始まる近現代の神智学運動において、｢大師」または「マハートマー」と呼ばれる霊的指導者から授かったと主張される手紙である。
近代神智学の創始者ヘレナ・P・ブラヴァツキー（通称ブラヴァツキー夫人、以下ブラヴァツキーと記す）は、ヒマラヤの奥、またはチベットのシガツェに住まう大師方と超自然的な方法で通信することができると主張した。また、大師方はブラヴァツキー以外の人間にも手紙を送ることがあるとされ、インドでのブラヴァツキーの弟子アルフレッド・パーシー・シネットは（ブラヴァツキーの仲介から始まった）マハートマーとの通信に与った。マハートマーからの手紙の出現の仕方はさまざまであったが、いつの間にか枕の下や机の上に置かれているというケースが多かった。また、ブラヴァツキーは天井から手紙が落ちてくるという「奇跡」も演じた。

## 神智学におけるマハートマー
マハートマー（mahātmā）は「偉大な魂」を意味するサンスクリット語である。神智学では、人類の霊的進化を企図する導師たちがいるとされ、かれらをマハートマーまたは大師と呼ぶ（この場合の「大師」は master もしくは mahatma の訳語）。ブラヴァツキーがインドで活動していた時期には、主なマハートマーはモリヤ、クートフーミ、ヒラリオン、マハーチョーハンなどであり、かれらはチベットに住んでいるとされた。やがて大師という概念はブラヴァツキーを離れて独り歩きし始め、ブラヴァツキーが意図した以上の神秘的様相を帯びるようになった。古代の叡智を守り伝えるというマハートマーは、秘密結社グレート・ホワイト・ブラザーフッド（大白色同胞団）に属し、大賢者としてゴータマ（釈迦）から伝わる大宇宙の秘儀に通じているとされ、神智学の教義の拡張（ネオ神智学）にしたがってイエス・キリストやマイトレーヤ（弥勒）も大師とされた（イエス大師、マイトレーヤ (神智学)）。アリス・ベイリーは、大師方の本拠地はゴビ砂漠のシャンバラにあるとした。
神智学の歴史を研究しているK・ポール・ジョンソンは、ブラヴァツキーの大師たちは実際には霊的に卓越した超人などではなく、同時代の実在の人物であろうと考えている。その説によると、エル・モリヤはカシミールの藩王ランビール・シン、クートフーミは当時のシク教の指導者の一人であったタクール・シンのことであったと想定され、いずれもブラヴァツキーのインドでの活動を支持していた人物であった。

## A・P・シネット宛マハートマー書簡
ブラヴァツキーの弟子となった在印英国人アルフレッド・パーシー・シネットとアラン・オクタビアン・ヒュームもマハートマーからの手紙を受け取ったと主張した。1880年秋、ブラヴァツキーは、シムラにあるシネットの夏の別荘に滞在していた。ある日、シネットは自分もマハートマーと通信できるだろうかとブラヴァツキーに尋ね、マハートマーに宛てた手紙を彼女に託した。数日後、大師クートフーミからの返信が机の上に載っていたという。10月18日のことであった。以来数年間、大師からの手紙は次々とシネットの許に届けられ、その多くは物品引寄せ（アポーツ）のような形で出現したものとされた。それらの書簡群に基づいて、シネットは『秘められた世界』（1881年）と『秘伝仏教』（1883年）を著し、ブラヴァツキーの奇蹟譚や、マハートマー書簡に記された神智学の教義を英語圏に紹介した。シネットが1880年から数年間に受け取った100通以上の手紙は、後に『A・P・シネット宛マハートマー書簡（英語: The Mahatma Letters to A.P. Sinnett）』としてまとめられた。

## クーロン事件とホジソン報告
1882年末、マドラス（現チェンナイ）近郊のアディヤールに神智学協会本部が設立された。そこではブラヴァツキーの居室の隣に厨子 (shrine) が設けられ、この厨子の中からもマハートマー書簡が出現するようになった。その協会本部では、ブラヴァツキーとは旧知の間柄であったエマ・クーロンという女性とその夫が職員として働いていたが、彼女はその横暴な振舞のために他の協会員との諍いが絶えなかった。クーロン夫妻は解雇された後、キリスト教の伝道師のところに行き、ブラヴァツキーの起こした現象はトリックであったと主張し、クーロン夫妻に「奇跡」を起こすよう指示したブラヴァツキーの手紙を証拠として渡した。以上のような経緯で、1884年9月、インドのキリスト教系雑誌『マドラス・クリスチャン・コレッジ・マガジン』に、マハートマー書簡やその他の「奇跡」が虚偽であったことを示唆する内容の、クーロン夫妻宛のブラヴァツキーの手紙が掲載された。
このクーロン事件（英語: Coulomb Affair）を機に、心霊現象研究協会 (SPR) はブラヴァツキーと神智学協会をめぐるさまざまな「奇跡」を調査するため、同年、リチャード・ホジソンを現地に派遣した。神智学協会本部の調査に当たったホジソンは、翌1885年、協会本部内の厨子の奥にマハートマー書簡出現の仕掛があったことや、マハートマー書簡の筆跡はブラヴァツキーのそれと同一であることなどを報告するホジソン・レポートを発表し、これによってブラヴァツキーは巧妙な詐欺師であると断定され、ロシアのスパイだと考えられるようになった。神智学協会側はこれを否定したが、心霊現象研究協会の社会的信頼は大きく、この事件によって神智学協会は大きな打撃を被った。
1986年に心霊現象研究協会のヴァーノン・ハリソンは、同レポートの検証を試み、ホジソンの調査には認知バイアスがかかっており、科学的調査とは言えないと指摘し、クートフーミの手紙はブラヴァツキー自身が書いたものではないと判断した。神智学・人智学を日本に紹介する高橋巖は、1986年に心霊現象研究協会が亡きブラヴァツキーに謝罪したという伝聞を伝えている。ただし、ブラヴァツキーの口述を誰かが清書したという疑いは晴れておらず、側近や神智学協会幹部の関与を疑う説もある。人類学者の杉本良男は、クートフーミの手紙はラヴァツキーの側近ダモダル・マーワランカルがアルフレッド・パーシー・シネットと交流があった時期に限定されており、ダモダルが1885年に大師を探しにチベットに向かい消息を絶つと手紙も途絶えたため、関与があったことは否定できないと述べている。
マハートマー書簡に対する意見は現在も様々だが、この事件自体は、大英帝国とロシア帝国が、清、英領インドを巻き込んで繰り広げた、チベット・中央アジアなどでの覇権をめぐる「グレート・ゲーム」（19世紀半ばから20世紀初頭）を背景としており、現在では、多くのエリート・キリスト教徒が反英ナショナリズムの立場から神智学協会に加わっていたこと危機感を感じていたキリスト教ミッションと、活動が盛んになっていた神智学協会に対抗心を持っていたイギリスの心霊現象研究団体が、グレート・ゲームでの利害に絡んでスキャンダルを利用したものだと考えられている。杉本良男は、グレート・ゲームにおける諜報戦では、表向き地理学者（測量士）や民族学者（調査者）が主役であったが、ブラヴァツキーのような聖者、霊媒なども重要な役割を果たしたことを指摘している。

## 註
1. ↑  横山茂雄の指摘するところでは、1880年代前半のインドの神智学協会周辺で盛んに目撃されたこの手の「奇跡」は、心霊主義でいう物理霊媒の演じてみせた現象と異曲にして同工である。当時の神智学協会が世間の耳目を集めたのは、そのような意味での心霊主義的側面においてであった[6]。
2. ↑  マハット（大）とアートマン（魂）が合わさった複合語マハートマン mahātman の単数主格形。
3. ↑  横山茂雄の指摘によると、この出来事は、マハートマーと師弟関係にあるとされたブラヴァツキーを唯一の窓口として、ブラヴァツキーの周囲にいる選ばれた人だけが大師と通信できるという仕組みが確立したことを意味する[5]。しかし、後にブラヴァツキーと疎遠になったシネットが霊媒を使って独自にマハートマーと通信しようとするなど[9]、他の人物によるブラヴァツキーの介在しない手紙の捏造、霊媒行為やテレパシーによる通信、チャネリングが試みられるようになる。
4. ↑  ブラヴァツキーは1872年頃カイロで困窮して霊媒として食いつないでいた時にエマ・カッティングという女性と知り合い、世話になった。クーロンというフランス人と結婚した彼女は、セイロンで神智学協会のことを知り、渡印してブラヴァツキーの家政婦となった。

### 参照
1. 1 2 3  大田 2013, p. 26.
2. ↑  吉永 & 松田 1996, p. 75.
3. 1 2  ゴドウィン, 松田訳 1995, p. 144.
4. ↑  吉永 & 松田 1996, pp. 75–76.
5. 1 2 3 4 5  横山 2013, p. 180.
6. ↑  横山 2013, pp. 182–183.
7. 1 2  Greer 2003, p. 300.
8. 1 2  Goodrick-Clarke 2008, pp. 219–220.
9. ↑  横山 2013, p. 181, n. 17.
10. 1 2  横山 2013, p. 181.
11. ↑  吉永 & 松田 1996, p. 76.
12. ↑  ウィルソン, 中村訳 1995, pp. 44–45.
13. ↑  三浦 2008, pp. 130–131.
14. ↑  横山 2013, p. 182.
15. 1 2 3 4 5 6  杉田 2015.
16. ↑  吉村 2010, p. 105.
17. ↑  Harrison 1997.
18. ↑  Ｈ・Ｐ・ブラヴァツキー 著 『インド幻想紀行（下）　─ヒンドスタンの石窟とジャングルから』 加藤大典 翻訳、筑摩書房、2003年 所収の高橋巖による解説